# Ufficio federale dell’informatica e della telecomunicazione
L'Ufficio federale dell’informatica e della telecomunicazione (UFIT; in tedesco Bundesamt für Informatik und Telekommunikation; in francese Office fédéral de l’informatique et de la télécommunication; in romancio Uffizi federal d’informatica e da telecommunicaziun) è un ente Svizzero. Creato il 1° luglio 1999 dall'allora Ufficio federale di informatica e, a seguito di una riorganizzazione dovuta al rapido sviluppo delle tecnologie dell'informazione, è stato trasformato in un'unità della Confederazione. L’UFIT è il principale fornitore di servizi informatici dell'Amministrazione federale. Oltre all'Ufficio federale della cibersicurezza, esistono altri tre dipartimenti con propri fornitori di prestazioni (CSI-DFGP), ISCeco e IT DFAE. In qualità di fornitore di servizi standard, l'UFIT opera nei settori delle telecomunicazioni, di Internet, delle soluzioni gestionali e della sicurezza operativa per l'intera Amministrazione federale. È responsabile del funzionamento dei centri di calcolo e delle applicazioni specialistiche per tre dipartimenti, della gestione di oltre 50 000 sistemi di postazioni di lavoro standardizzati per sei dipartimenti e la Cancelleria federale, nonché del funzionamento delle reti di dati e delle infrastrutture di telecomunicazione per l'intera Amministrazione federale. L'UFIT sostiene i processi operativi dell'Amministrazione federale e garantisce il funzionamento delle telecomunicazioni tra tutti gli uffici federali in Svizzera e all'estero.

## Organizzazioni precedenti

### Ufficio centrale per le questioni organizzative dell'Amministrazione federale (ZOB)
Dopo la forte crescita dell'Amministrazione federale durante la Seconda guerra mondiale, nell'immediato dopoguerra si intrapresero sforzi per ridimensionarla. In questo contesto, oltre a una riduzione del personale, furono avviate anche ulteriori misure di razionalizzazione. Nel 1953 il Consiglio federale decise quindi di creare un ufficio di coordinamento per le iniziative di risparmio e razionalizzazione all'interno dell'Amministrazione federale. Nel 1954 l’Assemblea federale approvarono infine una legge federale sulla creazione di un Ufficio centrale per le questioni organizzative dell'Amministrazione federale ((DE)  Zentralstelle für Organisationsfragen der Bundesverwaltung ZOB), con sede presso il Dipartimento delle finanze e delle dogane, incaricato di verificare l'adeguatezza e l'efficacia dell'organizzazione e del funzionamento dell'Amministrazione federale, nonché la possibilità di una sua riorganizzazione in un'ottica di risparmio. Il rapido sviluppo dell'elettronica nel settore delle macchine da ufficio spinse il Consiglio federale, il 16 dicembre 1960, ad adottare una decisione con la quale ampliò il capitolato d'oneri della ZOB con il coordinamento di tutte le iniziative dell'Amministrazione federale nel campo dell'automazione e creò, all'interno della ZOB, un servizio di coordinamento per l'automazione. Fino all'inizio degli anni '70, l'Amministrazione federale disponeva di quattro centri di calcolo generali: il centro di calcolo dell'Amministrazione federale, il centro di calcolo del DMF, il centro di calcolo dell’ETH di Zurigo e il centro di calcolo dell’EPFL di Losanna. Oltre ai centri di calcolo generali, nel 1973 esistevano ancora pochi servizi di elaborazione dati decentralizzati con apparecchiature e personale propri, ad esempio presso l'Istituto meteorologico federale di Zurigo, l’Ufficio centrale di compensazione dell'Assicurazione vecchiaia e superstiti a Ginevra, l'Amministrazione federale delle contribuzioni, la Cassa e la contabilità, l'Ufficio Federale della dogana, l'Istituto per la ricerca nucleare e il centro di calcolo dell'Officina federale di costruzione e della fabbrica di munizioni a Thun. Complessivamente, le spese per le apparecchiature informatiche nell'Amministrazione federale sono aumentate rapidamente da circa 10 milioni di franchi nel 1963 a circa 30 milioni nel 1968, a circa 140 milioni nel 1973 e infine a circa 214 milioni nel 1978.

### Ufficio federale dell'organizzazione (BFO)
Dal punto di vista organizzativo, lo ZOB, creato nel 1955, è stato trasformato nel 1980 nell'Ufficio federale dell'organizzazione ((DE)  Bundesamt für Organiation BFO), con conferma delle competenze nel settore dell'informatica. Il compito corrispondente nella legge federale del 1980 era il seguente: «Promuove, coordina e sorveglia l'elaborazione automatica dei dati e garantisce la pianificazione globale». L'Ufficio federale è stato inoltre autorizzato a emanare direttive tecniche sull'impiego adeguato ed economico dei mezzi di elaborazione automatica dei dati. L'acquisto e l'utilizzo di apparecchiature per l'elaborazione automatica dei dati, nonché i lavori di pianificazione necessari a tal fine nell'Amministrazione federale, continuavano a richiedere l'approvazione dell'Ufficio federale.

### Ufficio federale dell'informatica (BfI)
Nell'ambito del progetto di aumento dell'efficienza EFFI-QM-BV, nel 1990 sono state create nuove strutture dirigenziali nell'Amministrazione federale secondo i principi del New public management (NPM). È stato inoltre perseguito il principio della separazione tra consulenza e controllo, che ha portato allo scioglimento dell'Ufficio federale di informatica (BFO) e alla creazione di un nuovo Ufficio federale dell'informatica ((DE)  Bundesamt für Informatik BfI). Questo nuovo ufficio trasversale era responsabile del trattamento delle questioni concettuali e tecniche interdepartimentali relative all'informatica e aveva la responsabilità operativa delle applicazioni informatiche interdepartimentali. Aveva inoltre il compito di sostenere e consigliare le unità amministrative della Confederazione nel settore dell'informatica e di elaborare, in collaborazione con la Conferenza informatica della Confederazione (CIC), direttive tecniche sull'uso dell'informatica (standard e norme). L'Ufficio federale sviluppava inoltre applicazioni informatiche proprie, metteva a disposizione delle unità amministrative la propria infrastruttura informatica e svolgeva compiti informatici per conto di altri uffici. Nel frattempo, l'Informatica federale si dedicava alla tecnologia. Dei 172 dipendenti iniziali, circa il 75% lavorava nel «Centro di calcolo dell'Amministrazione federale generale». Il resto del personale era addetto alla formazione degli utenti, ai servizi e alla pianificazione. Nel 1999 il numero dei collaboratori era salito a 230. Il direttore del BfI, Henri Garin, ha guidato l'ufficio fino al suo trasferimento all'Ufficio federale dell'informatica e della telecomunicazione nel 1999. Uno dei suoi primi progetti è stata la costruzione di un nuovo edificio amministrativo centrale a Berna per 130 milioni di franchi svizzeri. Fino ad allora il BfI era dislocato in quattro sedi diverse all'interno della città di Berna, con diversi svantaggi: era necessario disporre di più locali di lavoro e di alcune attrezzature, la gestione e la comunicazione erano difficili e la posizione periferica dei centri informatici causava perdite di tempo per il trasporto dei supporti di memoria e per i lavori di stampa (all'epoca il centro di calcolo stampava più di 10 milioni di pagine all'anno). Inoltre, ogni anno venivano scambiati circa 5000 supporti di memoria con altri impianti informatici della Confederazione, dei Cantoni e del settore privato. Nell'ambito delle riforme del governo e dell'amministrazione nella seconda metà degli anni '90, sono stati esaminati in modo approfondito anche i settori dell'informatica e della comunicazione. È emerso che, a causa del rapido sviluppo della tecnologia e dell'introduzione in breve tempo dell'informatica praticamente su tutto il territorio, partendo da livelli molto bassi, nonché della situazione tesa sul mercato del lavoro per il personale informatico, anche in periodi di recessione, si era verificato uno sviluppo non coordinato. Tuttavia, il punto debole più importante nel settore informatico dell'Amministrazione federale era la direzione e il controllo. Nel 2000 il Consiglio federale ha quindi deciso di riorganizzare l'informatica federale mediante l'ordinanza e le istruzioni sull'informatica e le telecomunicazioni nell'Amministrazione federale (OIF e OIF). Sono stati definiti essenzialmente tre ruoli diversi: il Consiglio informatico della Confederazione (CIC), composto da rappresentanti dei dipartimenti e della Cancelleria federale, doveva assumere la responsabilità strategica globale dell'informatica dell'Amministrazione federale in qualità di organo di stato maggiore, di pianificazione e di coordinamento. Come beneficiari delle prestazioni (BP) sono stati designati tutti i dipartimenti, la Cancelleria federale e le unità amministrative che usufruivano di prestazioni informatiche. Le prestazioni informatiche erano offerte dai fornitori di prestazioni (FP), che ad esempio mettevano a disposizione l'infrastruttura IT, sviluppavano soluzioni e garantivano l'assistenza. Per ogni dipartimento poteva esserci al massimo un FP, il che significava di fatto una centralizzazione dei servizi informatici a livello dipartimentale. L'ordinanza consentiva tuttavia ai dipartimenti una centralizzazione più spinta attraverso la fusione di FP dipartimentali in unità interdipartimentali. Oltre a questa organizzazione, è stato stabilito che alcuni servizi trasversali, da definire da parte del Consiglio informatico della Confederazione (IRB), dovevano essere forniti a livello centrale per tutti i dipartimenti dal nuovo Ufficio federale dell'informatica e della telecomunicazione (UFIT), costituito dall'ex Ufficio federale dell'informatica. Tra queste figuravano in particolare la comunicazione civile di dati e voce (cioè telecomunicazioni, Internet e Intranet), le applicazioni trasversali, i cosiddetti servizi informatici globali come la consulenza, la progettazione, l'esercizio e il supporto, l'organizzazione di corsi, la garanzia dell'interoperabilità e la prevenzione delle catastrofi. L'UFIT poteva però fungere anche da FP dei dipartimenti, come è avvenuto inizialmente nel dipartimento di appartenenza, il DFF, e nella Cancelleria federale, per poi essere esteso anche ad altri dipartimenti. Oltre al riassetto organizzativo e alla ristrutturazione, sono stati accorpati i centri di calcolo, è stato creato un centro di competenza SAP e un reparto per lo sviluppo di applicazioni ed è stata portata avanti l'automazione dell’Acquisizione dati e la creazione di servizi di telecomunicazione a livello federale con il collegamento dei Cantoni e delle ambasciate all'estero.

## Direttori

### Marius Redli (1999–2011)
L’UFIT è stato fondato il 1° luglio 1999. Il primo direttore è stato Marius Redli (* 3 aprile 1950; † 6 settembre 2021), ingegnere del Politecnico federale di Zurigo (ETH), che nella precedente organizzazione è stato vicedirettore del dipartimento principale Operazioni e comunicazione dati dal 1992 al 1994 e vicedirettore dal 1994 al 1999. Con il progetto NOVE-IT (2000-2004) l'intero sistema informatico dell'Amministrazione federale è stato sottoposto a una ristrutturazione che prevedeva, da un lato, la separazione tra beneficiari di prestazioni (BP) e fornitori di prestazioni (FP) e, dall'altro, l'assegnazione all'UFIT di compiti trasversali quali telecomunicazioni, formazione informatica, centri di competenza per Internet e SAP, sicurezza operativa, ecc. che dovevano essere svolti per l'intera Amministrazione federale. In questo modo sono stati consolidati i servizi informatici e di telecomunicazione (ICT) per il DFF e la Cancelleria federale, sono stati riuniti i cinque centri di calcolo esistenti dell'UFIT, dell'Amministrazione federale delle finanze (AFF), dell'Amministrazione federale delle dogane (AFD) e dell’Ufficio centrale di compensazione (UCC), sono state armonizzate le infrastrutture e sono stati integrati i collaboratori dell'UFIT. All'inizio degli anni 2000, nell'Amministrazione federale c'era carenza di informatici. Nel 2003 l’UFIT ha assunto la fornitura di prestazioni per il DATEC e nel 2007 per il DFI, nonché l'automazione degli uffici per il DFGP. Successivamente sono diventati clienti dell’UFIT la Cassa pensioni della Confederazione (Publica), il Tribunale penale federale (TPF) di Bellinzona, il Tribunale amministrativo federale (TAF) di San Gallo, l’Istituto svizzero per gli agenti terapeutici (Swissmedic) e l'Ufficio federale dello sport (UFSPO). Questi passi hanno comportato l'integrazione dei collaboratori acquisiti nell’UFIT, l'adeguamento dell'organizzazione, dei processi di gestione e della cultura, nonché l'armonizzazione dell'infrastruttura e lo sfruttamento delle economie di scala risultanti per aumentare l'efficienza economica. Dalla sua fondazione, l’UFIT è cresciuto da 230 a 1200 collaboratori. Dal 2003 l’UFIT è in concorrenza con terzi e dal 2007 è un ufficio GEMAP con gestione mediante mandati di prestazione e preventivo globale. con mandato di prestazioni del Consiglio federale e gestito con un budget globale (oltre 440 milioni di franchi nel 2010). Nel 2010 è stato annunciato che Marius Redli, dopo 12 anni di mandato durante i quali ha trasformato l’UFIT in una delle cinque maggiori aziende di servizi informatici della Svizzera, avrebbe lasciato l'incarico.

### Giovanni Conti (2011–2019)
Nel 2011 il Consiglio federale ha nominato Giovanni Conti successore di Marius Redli. Già dopo sei mesi Conti ha avviato un progetto di riorganizzazione per i 1100 dipendenti interni e i 400 esterni, con l'obiettivo di orientarsi maggiormente verso il cliente e migliorare la coerenza tra i quattro settori storici dell'azienda. Nel novembre 2011 Conti ha interrotto il progetto «Gever Office», sviluppato in collaborazione con Microsoft, che fino a quel momento era costato diversi milioni di franchi. A causa di divergenze di opinione sullo sviluppo futuro dell’UFIT, il rapporto di lavoro con Conti è stato risolto a metà giugno 2019.

### Dirk Lindemann (dal 2019)
Nel giugno 2019 il Consiglio federale ha deciso di affidare ad interim la direzione dell'UFIT a Dirk Lindemann. Lindemann era membro della direzione dal gennaio 2013 e, dal luglio 2015, vicedirettore e capo della divisione principale Risorse dell'Amministrazione federale delle contribuzioni (AFC). Nell'ambito della sua precedente attività di responsabile esterno del progetto IT Insieme (progetto informatico), poi fallito, Lindemann e Conti si sono trovati in contrasto a causa di conflitti tra l'AFC e l’UFIT. Nel novembre 2019 Lindemann è stato definitivamente nominato nuovo direttore dell’UFIT. Nell'ambito del programma «midar» (in romancio «cambiare», «muovere»), sono stati compiuti i primi passi verso una trasformazione agile dell’UFIT, riducendo tra l'altro la direzione da otto a cinque divisioni principali. Con lo sviluppo in poche settimane del certificato Covid svizzero compatibile con l'UE, l'UFIT ha ottenuto un ampio riconoscimento, poiché ha consentito di viaggiare all'estero durante il periodo delle vacanze. Altri progetti chiave dell’UFIT sono i programmi GEVER, DaziT, SUPERB, Container Application Environment (CAE) con Red Hat OpenShift, l’identità elettronica (e-ID) Swiss Government Cloud (SGC) e l'introduzione di Microsoft 365 nell'Amministrazione federale. Una volta completata la trasformazione in un'organizzazione agile, l’UFIT dovrà affrontare la digitalizzazione sistematica dei processi, dall'interfaccia con il cliente alla fornitura dei servizi fino alla fatturazione completamente automatizzata. Con il progetto RUVER (in romancio «quercia»), nel 2023 sono stati integrati nell’UFIT 340 collaboratori insieme a 500 applicazioni specialistiche dell'ex fornitore di prestazioni Base di appoggio per l'esercito (BAC). Nel 2024 l’UFIT ha festeggiato 50 anni di appartenenza all'associazione swissICT e 25 anni dalla sua fondazione.

## Organizzazione
L’UFIT è suddiviso in cinque divisioni principali: Business Solutions (BS), Platform Services (PS), Defence Platform (DP), Domestic Services (DO) e Strategy & Resources (SR). Le disposizioni organizzative sono riportate nel regolamento interno (RI) dell’UFIT e aggiornate secondo necessità.

## Basi giuridiche
- Ordinanza sul coordinamento della trasformazione digitale e la governance delle TIC in seno all’Amministrazione federale (Ordinanza sulla trasformazione digitale e l’informatica, OTDI), su Fedlex. URL consultato il 14 luglio 2025.
- 172.215.1 Ordinanza sull’organizzazione del Dipartimento federale delle finanze(Org-DFF) del 17 febbraio 2010, su Fedlex. URL consultato il 14 luglio 2025.

## Certificazione
All'inizio di marzo 2021, l’UFIT ha ottenuto la certificazione secondo la norma ISO/IEC 27001:2013 dall'Associazione Svizzera per Sistemi di Qualità e Management (SQS) e ha ottenuto il rinnovo della certificazione.

## Sedi

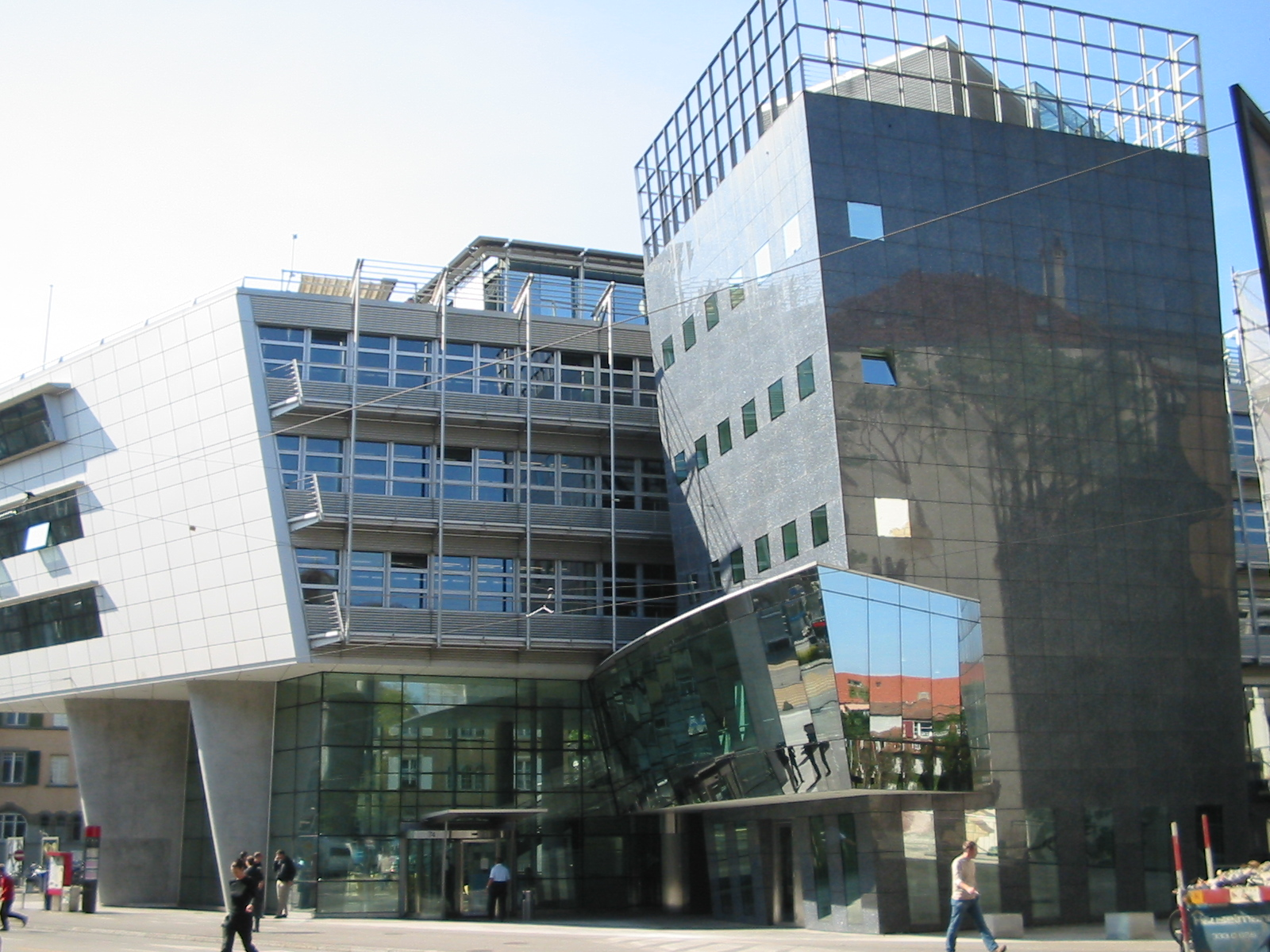
Ex edificio UFIT “Titanic II” nel quartiere Monbijou di Berna

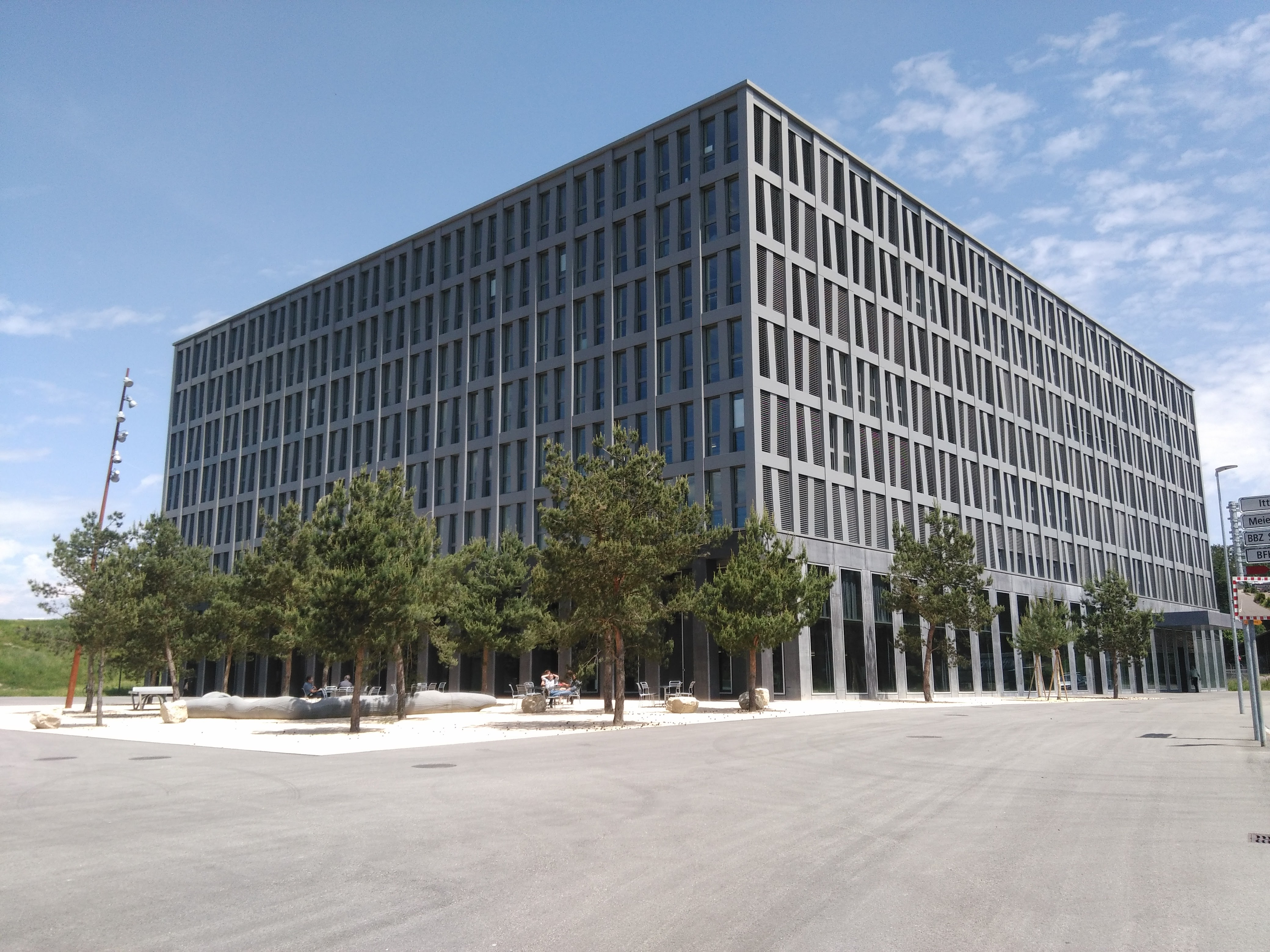
Edificio dell’UFIT a Zollikofen (2015)

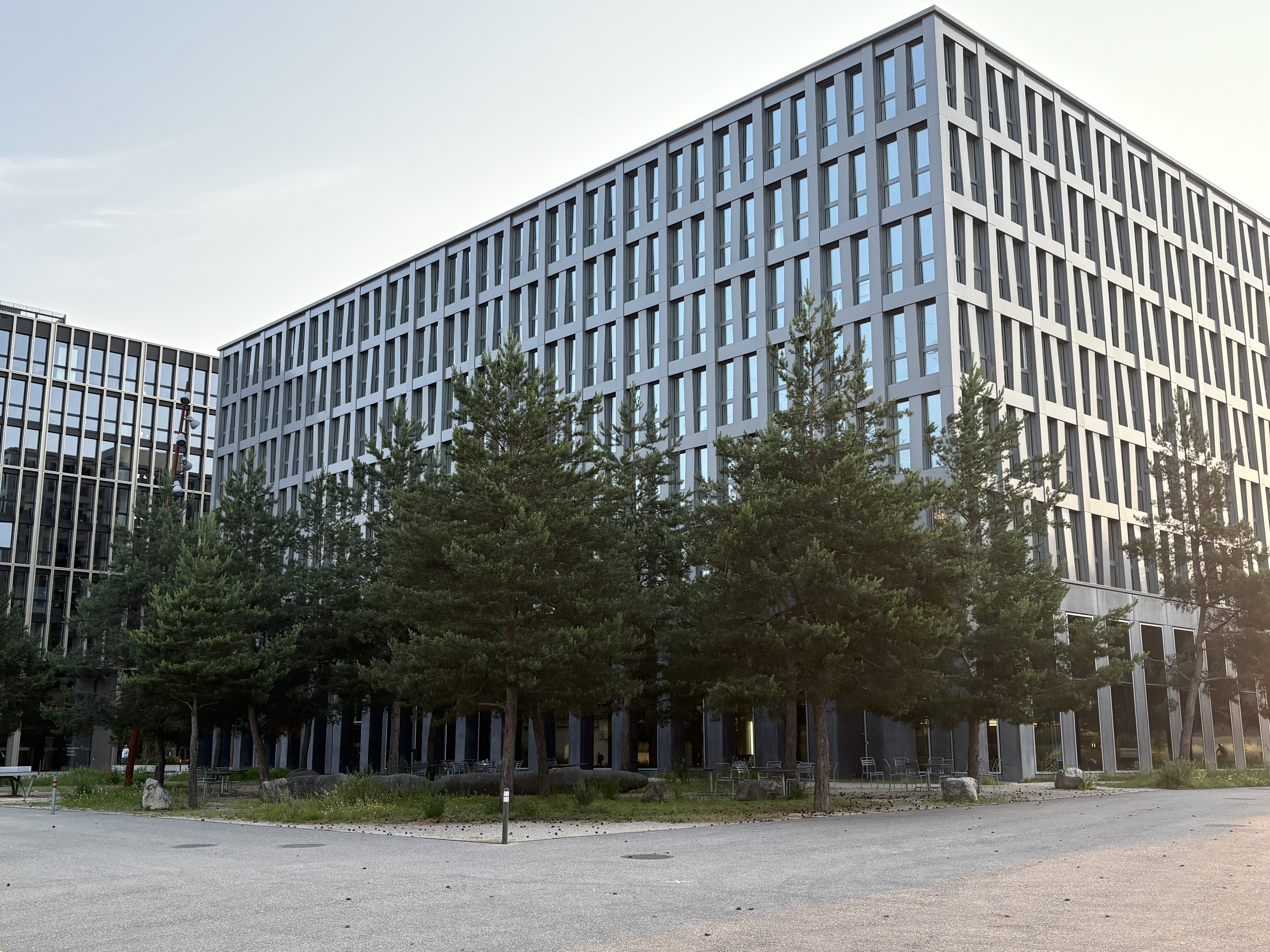
Eichenweg 1–3 a Zollikofen (2025)

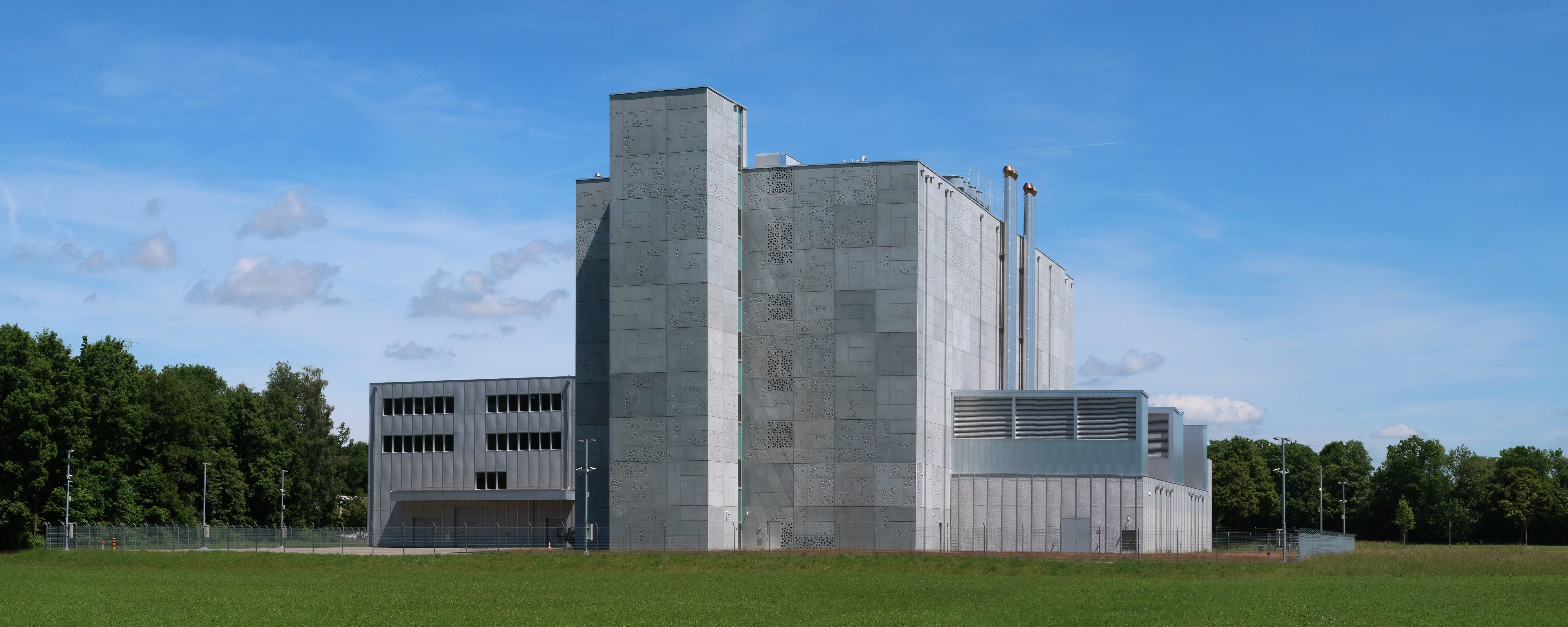
Centro di calcolo CAMPUS a Frauenfeld (2022)

L’UFIT aveva sede nella città di Berna, nell'edificio amministrativo noto come «Titanic II», nel quartiere Monbijou. Dal 2021, la sede principale dell’UFIT si trova nel Campus Meielen a Zollikofen, all'Eichenweg 1 e all'Eichenweg 3. In precedenza, l’UFIT disponeva di sette sedi distaccate, tra cui un centro di calcolo. Oltre a quattro altre sedi nella città di Berna, ne esistevano una a Köniz e una a Ginevra. Grazie ai nuovi edifici di Zollikofen, il numero delle sedi è stato ridotto a due. Dal 2 marzo 2020 l'UFIT gestisce il settore civile del centro di calcolo di Frauenfeld (centro di calcolo della Confederazione), che è gestito congiuntamente con il DDPS. L'immobile è stato costruito dall’Ufficio federale dell'armamento (armasuisse). Nel nuovo centro di calcolo l'UFIT gestisce, tra l'altro, i server del DFGP.